# Manuel Bartlett Díaz

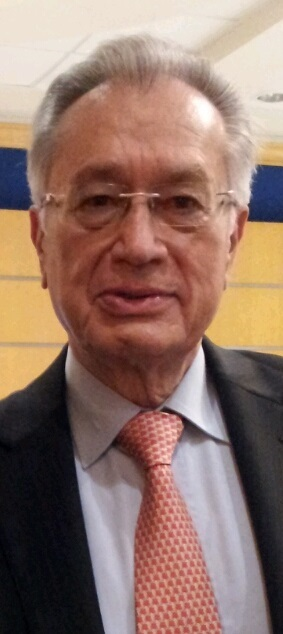
Manuel Bartlett Díaz

Manuel Bartlett Díaz (Puebla, 23 februari 1936) is een Mexicaans politicus van de Institutioneel Revolutionaire Partij (PRI).
Bartletts vader, Manuel Bartlett Bautista, was gouverneur van Tabasco. Bartlett studeerde recht aan de Nationale Autonome Universiteit van Mexico en aan de Sorbonne. Hij was campagneleider van de presidentscampagne van Miguel de la Madrid in 1982. Hij werd minister van Binnenlandse Zaken onder De la Madrid en voorzitter van de electorale commissie. Hij wordt er voor verantwoordelijk gehouden de verkiezingsfraude van 1988 mogelijk te hebben gemaakt. Onder Carlos Salinas was hij minister van Onderwijs van 1993 tot 1999 was hij gouverneur van zijn thuisstaat Puebla.
Bartlett gold jarenlang als een van de machtigste politici van Mexico, en zowel in 1988, 1994 als 2000 gold hij als kandidaat voor de PRI-nominatie voor het presidentschap. Alle drie de keren greep hij er echter net naast; de laatste keer werd hij in de voorverkiezing - de eerste die de partij organiseerde - derde achter Francisco Labastida en Roberto Madrazo.
Van 2000 tot 2006 was hij senator voor de PRI en was in die periode een van de meest uitgesproken tegenstanders van de privatisering van energiebronnen. Toen De la Madrid erkende dat de verkiezingen van 1988 inderdaad gestolen waren, ontkende Bartlett dat. Hij gaf toe dat er gefraudeerd was, maar zei dat dat aan de uitslag niets had veranderd. Hij weet de uitspraak van De la Madrid aan diens ouderdom.
Bartlett heeft zich regelmatig kritisch uitgelaten over Roberto Madrazo, de PRI-kandidaat voor de presidentsverkiezingen van 2006. Ironisch genoeg verwijt Bartlett hem een gebrek aan democratie. In mei 2006 riep hij PRI-aanhangers op een strategische stem uit te brengen op Andrés Manuel López Obrador, de kandidaat van de linkse Partij van de Democratische Revolutie (PRD), een partij die juist was opgericht als reactie op de verkiezingsfraude van 1988. Vervolgens kondigde het PRI-partijbestuur aan Bartlett uit te partij te willen zetten. De PRD zei Bartlett niet te zullen toestaan als lid, en verklaarde de gebeurtenissen van 18 jaar geleden nog niet te zijn vergeten.